# Chira fagei
Chira fagei är en spindelart som beskrevs av Lodovico di Caporiacco 1947. Chira fagei ingår i släktet Chira och familjen hoppspindlar. Inga underarter finns listade i Catalogue of Life.